# Ruda (rejon złoczowski)
Ruda (ukr. Руда) – wieś na Ukrainie w rejonie złoczowskim obwodu lwowskiego.